# أريس أمبريز
أريس أمبريز (بالإنجليزية: Aris Ambríz)‏ مواليد 18 ديسمبر 1985 في أزوسا، هو ملاكم محترف أمريكي يصنف ضمن فئة وزن الوسط.

## إحصائيات
خاض خلال مسيرته 18 نزالا، فاز في 15 وتعادل في 1 وخسر في 2. فاز بالضربة القاضية في 8 نزالات.

## روابط خارجية
- أريس أمبريز على موقع بوكس ريك (الإنجليزية) (registration required)